# Piazza Bolotnaya

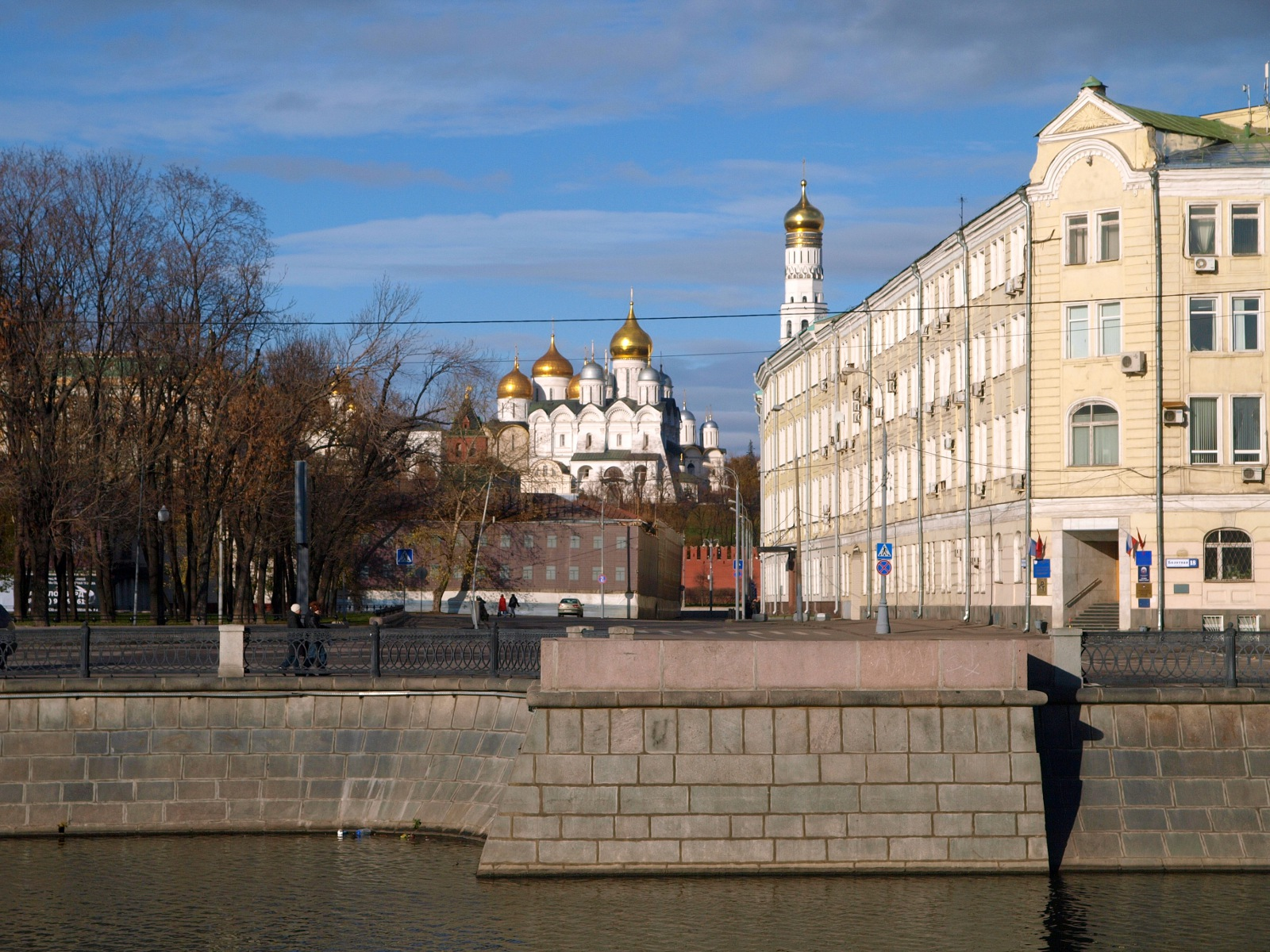
La parte orientale della piazza (il lato sinistro dell'immagine), con il Cremlino sullo sfondo

Piazza Bolotnaya (in russo Болотная площадь?) è una piazza di Mosca che si trova nel distretto di Jakimanka, a sud del Cremlino, tra la Moscova e il canale Vodootvodnyj. La piazza è delimitata a sud dal lungofiume Bolotnaya del canale, a ovest da via Serafimovicha e dalla Casa sul lungofiume e a nord e ad est dalla via Bolotnaya.

## Storia
La piazza si trova in una zona chiamata Bolotnyj (che significa palude), così chiamata perché si trovava sulla bassa riva del fiume Moscova ed era frequentemente allagata. Apparteneva al distretto di Zamoskvoreč'e e venne urbanizzata molto più tardi rispetto alla riva sinistra del fiume, dove si trova il Cremlino.
La piazza fu spesso utilizzata per le esecuzioni pubbliche, in particolare quella del famoso ribelle Sten'ka Razin nel 1671 e quella di Emel'jan Pugačëv, il leader di una rivolta contadina giustiziato nel 1775.
L'area continuò ad essere periodicamente allagata fino al 1780, quando fu scavato il canale Vodootvodnyj per normalizzare la situazione e nel XIX secolo, l'area fu ampliata con l'aggiunta di case e magazzini di mercanti locali.
Tra il 1962 e il 1994 la piazza prese il nome di Piazza Repin, in omaggio all'artista russo Il'ja Repin, la cui statua è presente al centro della piazza.
Il 10 dicembre 2011 e il 6 maggio 2012 la piazza è stata teatro di grandi manifestazioni di proteste contro Putin.